# Communauté d'agglomération Bar-le-Duc Sud Meuse
La communauté d'agglomération Bar-le-Duc Sud Meuse ou Meuse Grand Sud est une communauté d'agglomération française, située dans le département de la Meuse et la région Grand Est.
Elle est née de la fusion le 1er janvier 2013 de la communauté de communes de Bar-le-Duc et de la communauté de communes du Centre Ornain.

## Historique
À sa création le 1er janvier 2013, la nouvelle communauté d'agglomération regroupe 27 communes issues de la fusion des deux communautés de communes.
Le 1er janvier 2014, les communes de Nançois-sur-Ornain, Loisey-Culey, Nant-le-Grand, Nantois et Tannois, regroupées au sein du Syndicat mixte du Haut-Barrois, rejoignent la nouvelle communauté d'agglomération, portant le nombre de communes à 32.
Le 1er janvier 2014, la défusion de la commune de Loisey-Culey donne naissance à deux communes distinctes : Culey et Loisey. La communauté d'agglomération compte alors 33 communes.
Le 15 février 2016, la communauté d'agglomération lance son premier vrai site internet.

## Territoire communautaire

### Composition
La communauté d'agglomération est composée des 33 communes suivantes :

| Nom                    | Code Insee | Gentilé          | Superficie (km2) | Population (dernière pop. légale) | Densité (hab./km2) |
| ---------------------- | ---------- | ---------------- | ---------------- | --------------------------------- | ------------------ |
| Bar-le-Duc (siège)     | 55029      | Barisiens        | 23,62            | 14 615 (2022)                     | 619                |
| Behonne                | 55041      | Behonnais        | 9,17             | 603 (2022)                        | 66                 |
| Beurey-sur-Saulx       | 55049      | Buirottes        | 11,62            | 418 (2022)                        | 36                 |
| Chanteraine            | 55358      |                  | 22,4             | 186 (2022)                        | 8,3                |
| Chardogne              | 55101      |                  | 12,82            | 302 (2022)                        | 24                 |
| Combles-en-Barrois     | 55120      | Comblais         | 10,26            | 773 (2022)                        | 75                 |
| Culey                  | 55138      |                  | 11,02            | 124 (2022)                        | 11                 |
| Fains-Véel             | 55186      | Finnois-Veillots | 18,3             | 2 088 (2022)                      | 114                |
| Givrauval              | 55214      | Givrauvaliens    | 9,69             | 287 (2022)                        | 30                 |
| Guerpont               | 55221      | Guerpontois      | 6,12             | 236 (2022)                        | 39                 |
| Ligny-en-Barrois       | 55291      | Linéens          | 32,26            | 3 696 (2022)                      | 115                |
| Loisey                 | 55298      |                  | 13,46            | 278 (2022)                        | 21                 |
| Longeaux               | 55300      | Longoviciens     | 7,49             | 219 (2022)                        | 29                 |
| Longeville-en-Barrois  | 55302      |                  | 15,44            | 1 092 (2022)                      | 71                 |
| Menaucourt             | 55332      |                  | 6,3              | 229 (2022)                        | 36                 |
| Naives-Rosières        | 55369      | Navetonnais      | 15,93            | 809 (2022)                        | 51                 |
| Naix-aux-Forges        | 55370      |                  | 6,32             | 195 (2022)                        | 31                 |
| Nançois-sur-Ornain     | 55372      | Nançoisiens      | 7,98             | 362 (2022)                        | 45                 |
| Nant-le-Grand          | 55373      |                  | 11,26            | 82 (2022)                         | 7,3                |
| Nantois                | 55376      | Nantoyens        | 6,05             | 77 (2022)                         | 13                 |
| Resson                 | 55426      | Ressonnais       | 8,4              | 372 (2022)                        | 44                 |
| Robert-Espagne         | 55435      | Tracanniers      | 7,33             | 758 (2022)                        | 103                |
| Rumont                 | 55446      | Rumontois        | 6,31             | 84 (2022)                         | 13                 |
| Saint-Amand-sur-Ornain | 55452      | Saint-Amandinois | 6,06             | 60 (2022)                         | 9,9                |
| Salmagne               | 55466      |                  | 16,73            | 284 (2022)                        | 17                 |
| Savonnières-devant-Bar | 55476      |                  | 5,16             | 451 (2022)                        | 87                 |
| Silmont                | 55488      | Silmontois       | 3,83             | 143 (2022)                        | 37                 |
| Tannois                | 55504      |                  | 13,34            | 389 (2022)                        | 29                 |
| Trémont-sur-Saulx      | 55514      |                  | 11,9             | 571 (2022)                        | 48                 |
| Tronville-en-Barrois   | 55519      |                  | 12,64            | 1 319 (2022)                      | 104                |
| Val-d'Ornain           | 55366      |                  | 24,16            | 971 (2022)                        | 40                 |
| Vavincourt             | 55541      | Tavagnés         | 15,93            | 532 (2022)                        | 33                 |
| Velaines               | 55543      |                  | 10,71            | 880 (2022)                        | 82                 |

### Démographie
| 1968   | 1975   | 1982   | 1990   | 1999   | 2008   | 2013   | 2018   |
| ------ | ------ | ------ | ------ | ------ | ------ | ------ | ------ |
| 40 847 | 41 393 | 41 587 | 40 726 | 39 144 | 36 790 | 36 187 | 34 458 |

## Administration

### Siège
Le siège de la communauté d'agglomération est situé à Bar-le-Duc.

### Les élus
Le conseil communautaire de la communauté d'agglomération se compose de 62 conseillers, représentant chacune des communes membres et élus pour une durée de six ans.
Ils sont répartis comme suit :
| Nombre de conseillers | Communes               |
| --------------------- | ---------------------- |
| 22                    | Bar-le-Duc             |
| 6                     | Ligny-en-Barrois       |
| 3                     | Fains-Véel             |
| 2                     | Tronville-en-Barrois   |
| 1 (+1 suppléant)      | les 29 autres communes |

### Présidence
| Période        | Période       | Identité         | Étiquette | Qualité |
| -------------- | ------------- | ---------------- | --------- | --- |
| 8 janvier 2013 | 14 avril 2014 | Nelly Jaquet     | PS        | Maire de Bar-le-Duc (2008 → 2014) Présidente de la CC de Bar-le-Duc (2008-2013) Conseillère régionale de Lorraine (2004 → ? )          |
| 14 avril 2014  | juillet 2017  | Bertrand Pancher | UDI       | Député de la Meuse (1re circ.) (2007 → 2024) Maire de Bar-le-Duc (2014 → 2017) Démissionnaire à la suite de sa réélection comme député |
| juillet 2017   | En cours      | Martine Joly     | UDI       | Inspectrice de l’Éducation Nationale Maire de Bar-le-Duc (2017 → ) Conseillère départementale de Bar-le-Duc-2 (2015 → )                |

### Compétences

#### Compétences obligatoires
- Développement économique
- Aménagement de l'espace communautaire (dont gestion des transports urbains)
- Équilibre social de l'habitat
- Politique de la ville

#### Compétences optionnelles
- Assainissement des eaux usées
- Distribution en eau potable
- Protection et mise en valeur de l'environnement et du cadre de vie
- Gestion des équipements culturels et sportifs
- Action sociale d'intérêt communautaire

### Régime fiscal et budget
Le régime fiscal de la communauté d'agglomération est la fiscalité professionnelle unique (FPU).